# Eva Illouz
Eva Illouz (in arabo إيفا اللوز‎?; in ebraico אווה אילוז‎?; Fès, 30 aprile 1961) è una sociologa franco-israeliana originaria del Marocco, specializzata in sociologia dei sentimenti e della cultura. Insegna all'Università ebraica di Gerusalemme ed è direttrice dell'École des hautes études en sciences sociales (EHESS) di Parigi. È stata la prima donna a presiedere l'Accademia di Arte e Design di Bezalel a Gerusalemme.
Collabora regolarmente con Ha'aretz, Le Monde e Die Zeit.

## Biografia
Eva Illouz è nata a Fès, in Marocco, e si è trasferita in Francia all'età di dieci anni con i suoi genitori.  Ha conseguito una laurea in sociologia, comunicazione e letteratura a Parigi, un master in letteratura a Parigi, un master in comunicazione presso l'Università Ebraica di Gerusalemme, e ha conseguito il dottorato di ricerca in comunicazione e studi culturali presso la Annenberg School for Communication dell'Università della Pennsylvania nel 1991. Il suo mentore è stato il Prof. Larry Gross, nel 2021 capo della Annenberg School of Communications della USC.
È stata visiting professor presso la Northwestern University nell'Illinois, l'Università di Princeton e come fellow presso l'Institute for Advanced Study di Berlino (Wissenschaftskolleg zu Berlin). Illouz è stata tra i fondatori del Programma di Studi Culturali presso l'Università Ebraica. Nel 2006, Illouz è entrata a far parte del Centro per lo Studio della Razionalità. Nel 2012 è stata nominata prima donna presidente dell'Accademia di Arte e Design di Bezalel, dove è rimasta fino al 2015.

## Carriera accademica
Nel 2022, Illouz è stata classificata come l'ottava donna più influente in sociologia a livello mondiale.
Ha insegnato all'Università di Tel Aviv fino al 2000. Nel 2006 è entrata a far parte del Centro per lo Studio della Razionalità dell'Università Ebraica. Ha tenuto la cattedra Rose Isaac in Sociologia presso l'Università Ebraica di Gerusalemme. Dal 2015 è Direttrice d'Studi presso l'École des Hautes Études en Sciences Sociales di Parigi.
Nel 2008 è stata borsista presso l'Istituto di Studi Avanzati di Berlino.  Dal 2012 al 2015 è stata la prima donna presidente della Bezalel Academy of Art and Design. Nel 2016 è stato Hedi Fritz Niggli Guest Professor all'Università di Zurigo. Nel 2018 è stata membro dell'Institute for Advanced Study di Princeton. Nel 2019 è stata Niklas Luhmann Guest Professor a Bielefeld. Dal 2022 Illouz è professore ospite part-time di "Teoria delle Emozioni e Modernità" presso la Zeppelin University.

## La ricerca
La ricerca di Illouz si colloca all'incrocio tra la sociologia delle emozioni, della cultura e del capitalismo. Nei suoi ultimi lavori si è sempre più concentrata sull'impatto del capitalismo sulla sessualità e sulle emozioni. 

### Impatto del capitalismo sulle emozioni
Un tema dominante nella ricerca di Illouz riguarda i modi in cui il capitalismo ha trasformato i modelli emotivi, sia nell'ambito del consumo che della produzione. Il primo libro di Illouz, Consuming the Romantic Utopia, affronta la mercificazione del romanticismo e la romanticizzazione delle merci. Guardando un ampio campione di film e immagini pubblicitarie nelle riviste femminili degli anni '30, la pubblicità e la cultura cinematografica presentavano le merci come vettore di esperienze emotive e in particolare l'esperienza del romanticismo. 
Il secondo processo è stato quello della mercificazione del romanticismo, il processo attraverso il quale la pratica ottocentesca di chiamare una donna, cioè di andare a casa sua, è stata sostituita dagli appuntamenti: uscire e consumare le industrie sempre più potenti del tempo libero. Gli incontri romantici si sono spostati dalla casa alla sfera del tempo libero di consumo, con il risultato che la ricerca dell'amore romantico è stata trasformata in un vettore per il consumo di beni per il tempo libero prodotti dalle industrie in espansione del tempo libero.
Un'altra dimensione del lavoro di Illouz è stata quella di comprendere l'intersezione tra classe sociale ed emozione in due modi. Innanzitutto, in che modo la classe modella le pratiche emotive? Ci sono forme emotive che possiamo associare alla dominazione sociale? E secondo: se le emozioni sono risposte strategiche alle situazioni – cioè, se ci aiutano a far fronte alle situazioni e a modellarle – le classi medie e medio-alte hanno un vantaggio sui poveri e sugli indigenti nel regno emotivo? Come stabiliscono questo vantaggio e qual è la sua natura? 
Nel suo libro Why Love Hurts si concentra sulla nozione di scelta. Il libro fa l'affermazione un po' controintuitiva che uno dei modi più fruttuosi per comprendere la trasformazione dell'amore nella modernità è attraverso la categoria della scelta. Illouz vede la scelta come il segno distintivo culturale della modernità perché, in ambito economico e politico, la scelta incarna le due facoltà che giustificano l'esercizio della libertà, vale a dire la razionalità e l'autonomia. Estende questa intuizione all'ambito emotivo e studia i vari meccanismi attraverso i quali nella modernità la scelta di un compagno ha cambiato e ha trasformato le emozioni attive nella volontà dei partner che si incontrano in una situazione di mercato. In questo senso, la scelta è uno dei vettori culturali e istituzionali più potenti che ci aiutano a comprendere l'individualismo moderno. Dato che la scelta è intrinseca all'individualità moderna, come e perché le persone scelgono – o meno – di entrare in una relazione è fondamentale per comprendere l'amore come un'emozione e una relazione.
Questo approccio differisce da quello degli economisti e degli psicologi per i quali la scelta è una caratteristica naturale dell'esercizio della razionalità, una proprietà fissa e invariante della mente, come la capacità di valutare le preferenze, di agire coerentemente sulla base di queste preferenze gerarchizzate. Eppure, la scelta in generale e la scelta di un compagno in particolare non sono meno modellate dalla cultura di quanto lo siano altre caratteristiche dell'azione.

## Opere
Illouz è autrice di 15 libri e numerosi articoli tradotti in 25 lingue.
- 1997 - Consuming the Romantic Utopia: Love and the Cultural Contradictions of Capitalism, Berkeley, University of California Press, p.371
- 2002 - The Culture of Capitalism (in ebraico), Israel University Broadcast, p.110.
- 2003: Oprah Winfrey and the Glamour of Misery: An Essay on Popular Culture, Columbia University Press, p.300 ISBN 0231118120
- 2007 - Cold Intimacies: The Making of Emotional Capitalism, Polity Press,  Londra
- 2008 - Saving the Modern Soul: Therapy, Emotions, and the Culture of Self-Help, The University of California Press ISBN 9780520253735
- 2011 - Who needs democracy anyway?, Haaretz[17]
- 2011 - Neutrality is political, Haaretz[18]
- 2011 - A collapse of trust, Haaretz[19]
- 2012 - Why Love Hurts: A Sociological Explanation, Polity ISBN 9780745661520 (apparso per la prima volta in Germania: Warum Liebe weh tut, Suhrkamp Verlag, Berlino 2011 ISBN 9783518296578).
- 2014 - Hard Core Romance: Fifty Shades of Grey, Best Sellers and Society, University of Chicago Press ISBN 9780226153698
- 2015 - Israel – Sociological Essays, Suhrkamp Verlag, Berlino ISBN 9783518126837
- 2018 - Emotions as Commodities: How Commodities Became Authentic, Routledge ISBN 978-1138628236 (apparso la prima volta in Germania: Wa(h)re Gefühle – Authentizität im Konsumkapitalismus, Suhrkamp Verlag, Berlino ISBN 9783518298084)
- 2018 - Unloving: A Sociology of Negative Relations, Oxford University Press (apparso per la prima volta in Germania: Warum Liebe endet – Eine Soziologie negativer Beziehungen, Suhrkamp Verlag, Berlino ISBN 9783518587232)
- 2018 - Happycracy: How the Industry of Happiness controls our lives, Polity Press (apparso per la prima volta in Francia: Happycratie: Comment l’Industrie du Bonheur contrôle notre vie, Premier Parallèle Editeur, Parigi ISBN 9791094841761)
- 2023 - The Emotional Life of Populism: How Fear, Disgust, Resentment, and Love Undermine Democracy, Polity Press
- 2024 - Explosive Moderne Suhrkamp Verlag AG Berlin